# Carl Emil Pettersson
Carl Emil Pettersson (Skogstorp, 23 ottobre 1875 – Sydney, 12 maggio 1937) è stato un marinaio svedese, noto per essere diventato re dell'isola papuana di Tabar, dopo avervi fatto naufragio nel 1904.

## Biografia
Pettersson fu uno dei sei figli di Carl Wilhelm e Johanna Pettersson. Il padre abbandonò la famiglia quando Carl Emil era ancora in giovane età e, una volta raggiunti i 17 anni, il ragazzo decise di andare per mare, imbarcandosi nel 1892. Qualche anno dopo, all'incirca nel 1898, l'uomo iniziò a lavorare per la Deutsche Neuguinea-Kompagnie, un'azienda tedesca con sede a Herbertshöhe, l'odierna Kokopo, capitale della Nuova Guinea tedesca. 

### Il naufragio e la vita da imprenditore
Il 25 dicembre 1904, la nave Herzog Johan Albrecht, su cui era imbarcato Pettersson, naufragò durante un viaggio nel Pacifico al largo di Tabar, nella Provincia della Nuova Irlanda. Una volta in acqua, l'uomo fu trascinato a riva dalle onde e lì, dietro una siepe di ibisco, fu rinvenuto da alcuni isolani che lo circondarono e, sorpresi in particolare dai suoi occhi azzurri, lo condussero al cospetto del proprio re, Lamry. Secondo quanto narrato, una volta davanti al re, Pettersson convinse il sovrano, già impressionato dalla forza fisica e dall'aspetto del naufrago, a risparmiargli la vita convincendolo del fatto che lo avrebbe reso ricco. In effetti, poco dopo essere giunto sull'isola, Pettersson si attivò nel commercio della copra, ossia la parte edibile della noce di cocco essiccata, riuscendo poco dopo ad avviare una piantagione, che battezzò "Teripax" dal nome del villaggio locale, e di fatto rivoluzionando l'economia dell'isola. Dal canto suo, il re rimase così ben impressionato dall'operato dell'uomo da presentargli la figlia, la principessa Singdo-Misse, che ben presto se ne innamorò e con cui Pettersson convolò a nozze nel 1907.

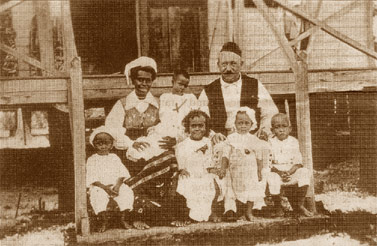
Pettersson con la famiglia nel 1918

Ricordato come un datore di lavoro rispettoso delle usanze locali e attento ai bisogni dei propri collaboratori, Pettersson, che era soprannominato "Strong Charley" dagli abitanti del luogo per via della sua forza fisica, fu acclamato re dopo la morte del suocero e, dimostrando ancora una volta di essere un abile uomo d'affari, riuscì col tempo ad ampliare i propri possedimenti creando altre due piantagioni, dapprima "Maragon" sull'isola di Simberi e più tardi "Londolovit", nelle isole Lihir. Nel 1913, l'uomo divenne particolarmente famoso anche nella sua madrepatria, in cui aveva di tanto in tanto fatto ritorno per lavoro, grazie ad alcune fotografie ritraenti lui e la sua famiglia scattate dal diplomatico svedese Brigen Moerner, in visita a Tabar, e da questi pubblicate nel suo libro Aráfis tropiska år, edito in Svezia l'anno successivo. Così, a partire dal 1914, Pettersson riuscì a mantenersi in contatto con diversi editori svedesi che pubblicavano spesso storie della sua vita che egli stesso scriveva e che vedevano protagonisti pirati, squali e marinai.
Rimasto vedovo nel 1921, quando la moglie, che gli aveva dato ben nove figli, morì di febbre puerperale, nel 1922 Pettersson, ormai noto in Svezia come "Principe Pettersson", intraprese un viaggio nel Paese scandinavo alla ricerca di una nuova moglie che potesse prendersi cura della propria numerosa prole e lì conobbe Jessie Louisa Simpson, una donna anglo-svedese che sposò nel 1923, dopo averla portata con sé nell'isola di Tabar. Il ritorno sull'isola non fu tuttavia semplice per l'uomo poiché, in sua assenza, le piantagioni erano state malcurate tanto da portarlo sull'orlo dalla bancarotta. Dopo aver tentato invano di rimettere in piedi la propria attività, cosa che non gli riuscì a causa della crisi del mercato e di una serie di investimenti sbagliati, Pettersson scoprì fortunosamente un giacimento d'oro sull'isola di Simberi e la sua vita sembrò nuovamente sul punto di svoltare. Nel 1935, mantenendo il segreto sul giacimento scoperto, Pettersson decise di lasciare l'arcipelago papuano anche a causa del fatto che la moglie aveva contratto la malaria, e, dopo aver messo in vendita il suo regno, si trasferì in Australia. Nel continente, la moglie riuscì ad aver accesso a cure migliori, tuttavia poco dopo fece rientro in Svezia, dove morì il 19 maggio 1935, a causa della malaria e del cancro. Dal canto suo, Pettersson rimase a Sydney, dove morì d'infarto il 12 maggio 1937 senza aver mai fatto ritorno in patria dopo aver lasciato Tabar.

## Nella cultura di massa
Negli anni 1920 e 1930, Pettersson divenne una figura popolare nei mass media svedesi e le sue avventure furono spesso narrate nelle riviste dell'epoca, e in particolare nelle cosiddette "rivista femminili" come Husmodern and Vecko-Journalen.
Diversi studi effettuati negli anni 2000 sostengono che Carl Pettersson sia stato l'ispirazione per il personaggio di Efraim Calzelunghe, il padre di Pippi, la famosa protagonista della serie di libri per bambini di Astrid Lindgren, nonché onesto pirata dal cuore d'oro e re di Taka-Tuka. Ciò è stato anche confermato a Joakim Langer, uno degli autori dei suddetti studi, dalla sorella di Astring Lindgren, Stina, la quale ha affermato che la scrittrice aveva in gioventù letto delle vicende di Re Pettersson.